# ゴスペラーズ
ゴスペラーズ (The Gospellers) は、日本の5人組男性ボーカルグループ。

## メンバー
- 村上てつや（むらかみ てつや、1971年4月24日 - ）（リーダー）
- 黒沢薫（くろさわ かおる、1971年4月3日 - ）
- 酒井雄二（さかい ゆうじ、1972年10月5日 - ）
- 北山陽一（きたやま よういち、1974年2月24日 - ）
- 安岡優（やすおか ゆたか、1974年8月5日 - ）

## 経歴

### 高校時代〜インディーズまで
1989年、國學院大學久我山高等学校で同じクラスだった村上てつやと黒沢薫が他の同級生と共にコーラスグループを結成し、高校の文化祭で歌を披露する。1991年、村上が早稲田大学に入学し、アカペラサークル"Street Corner Symphony”の門を叩く。そして、当時國學院大學に通っていた黒沢を同サークルに誘い、村上、黒沢と他4名で初代ゴスペラーズが結成される（初代は6人）。初代リーダー脱退後、インディーズとして当時のメンバーで録音された「Down To Street」を発売。これが2代目ゴスペラーズ唯一の音源となった。

### メジャーデビュー〜ヒットまで
1994年、メジャーデビューを前にメンバーチェンジが行われた（この時グループを離れたメンバーの中に、フジテレビの統括企画担当部長の内ヶ崎秀行がいる）。その時に加入したのがサークルの後輩酒井雄二、北山陽一、安岡優の3名で、現在の5人組となった。この年の暮れに新生The Gospellersとして『Promise』でメジャーデビュー。『Promise』は所属サークル“Street Corner Symphony”の創設者、鈴木三博が過去に書いた曲をデビューに当たり本人の承諾を得て使わせてもらった。ちなみにこの頃は全員学生だった。ラジオ局・NACK5の『JAPANESE DREAM』では「Promise」が12月に「歴代JDグランプリ受賞曲」を獲得している。
1996年、『笑っていいとも!』の1コーナーにレギュラー出演。1998年5月11日から約1年半『ニュースステーション』のオープニングテーマ「靴は履いたまま」を担当、同年8月20日の放送ではゲスト出演でオープニングおよび同曲を生歌唱した。
1999年、「Atomic ARMS」がPSゲーム『ワイルドアームズ セカンドイグニッション』のDisk1EDテーマとして採用される。
2000年にリリースしたバラード『永遠に』が43週間にわたってロングヒットとなった。

### ヒット〜10周年まで
2001年、『ひとり』がアカペラでは初の国内オリコントップ3に入る大ヒットとなった。同年、バラード・ベストアルバム『Love Notes』が43週間のロングヒットとなり、オリコン1位、初のミリオンセラーを記録する。同作品で第16回日本ゴールドディスク大賞、第43回日本レコード大賞のベストアルバム賞などを獲得した。以降も『星屑の街』『ミモザ』などヒットを放つ。
2001年から『NHK紅白歌合戦』に6年連続出場する。2006年の『紅白歌合戦』では童謡「ふるさと」を歌った。2005年、ベストアルバムの『G10』が第19回日本ゴールドディスク大賞を受賞した。
2005年5月末、「G10」ツアーの終了とともに個人活動期間に入る。同年11月末までゴスペラーズとしての活動を休止する。

### 活動再開〜20周年まで
2006年にゴスペラーズ、ゴスペラッツ、Skoop On Somebodyがホスト役となり『Soul Power Tokyo summit』/『Soul Power Naniwa summit』と称したイベントを東京と大阪で行う。
2007年度の第74回NHK全国学校音楽コンクール高等学校の部の課題曲を、合唱指揮者の松下耕と共同で作詩作曲する（『言葉にすれば』作詩：安岡優、作曲：安岡優・松下耕）。 これはコンクールが始まって以来の共同制作という課題曲。また、早稲田大学創立125周年記念学生歌として『早稲田の詩』を作詩作曲した（作詩：安岡優、作曲：北山陽一）。宝塚歌劇団雪組の5人で結成されたAQUA5にも楽曲提供も行った（作詩：安岡優、作曲：酒井雄二）。
2008年、「FIFAクラブワールドカップ2008」の大会公式テーマソングを歌う歌手として抜擢される。「セプテノーヴァ」をスキマスイッチの常田真太郎とともに制作。決勝戦の前にはスタジアムで生演奏を披露した。
2009年、デビュー15周年を迎える。4月から12月にかけて、3度目となる全都道府県ツアーを達成。
2011年9月28日に、チャリティーソングであり、40枚目のシングル『BRIDGE』を2012年3月31日までの期間限定生産でリリース。
2013年1月30日にリリースされたシングル『氷の花』が、映画『きいろいゾウ』の主題歌となる。また、ゴスペラーズ初となるカバーシングル『ロビンソン/太陽の5人』を8月28日に、カバーアルバム『ハモ騒動〜The Gospellers Covers〜』を9月25日にそれぞれリリースした。
2014年12月17日に、20周年記念ベストアルバム『G20』を発売。同月21日より「ゴスペラーズ坂ツアー2014〜2015"G20"」ツアーを開始。2015年7月まで、全都道府県をまわる。

### 20周年〜現在まで
2015年11月、北山が脳腫瘍のため手術。2016年3月に北山が復帰するまで4人でスケジュールをこなすこととなる。2016年6月にオフィシャルYouTubeチャンネルを開設した。
2018年2月21日、毎日新聞朝刊（東京版）に、グループ史上初となる意見広告「世界には、ハーモニーが足りない。」を掲載。『永遠に』以来16年ぶりにパトリック“ジェイ キュー”スミスを起用したシングル『ヒカリ』、『In This Room』を発売した。
2019年6月22日・23日に、メジャーデビュー25周年を記念した「ゴスペラーズ 25th Anniversary“ゴスフェス”」が東京国際フォーラムホールAにて行なわれた。12月21日には、メジャーデビュー日より全都道府県を回る「ゴスペラーズ坂ツアー2019〜2020"G25"」ツアーがスタートする。しかし、2019年末からのコロナ禍により、19公演を終えたところで以降の全公演が中止となった。また、同日より「ゴスペラーズにハーモニーを」と題したグループ初となるアカペラオリジナル楽曲の公募を開始した。
2020年7月5日（「G25」ツアー千秋楽予定日）に、グループ初となる配信ライブ「ライブハウスからハーモニーを」を都内某所のライブハウスで開催。8月15日には、中止となった「G25」ツアーの収録公演「ゴスペラーズ坂ツアー2019-2020 “G25”特別編WE NEVER STOP」を開催。同公演は「G25」ツアーと同じセットリストと演出で行われた。公演の模様は同年10月18日にWOWOWで放送された。2020年10月 - 2021年2月には、25周年を締めくくる企画として、毎月5日に「G25〜ゴスペラーズが足りない〜」と題した5ヵ月連続配信リリースを行った。
2021年2月27日に、二度目となる配信ライブ「ゴスペラーズ LIVE #ライブハウスからハーモニーを 2 〜今夜はカップリング三昧〜」を開催。2021年3月10日には、18年3ヶ月振りとなるオリジナルアカペラアルバム『アカペラ2』発売。2021年4月3日の埼玉・三郷市文化会館を皮切りに全23公演　「ゴスペラーズ坂ツアー2021“アカペラ” #あなたの街にハーモニーを」を開催した。

## エピソード

### ヒット前
1995年3月31日・4月1日に行われた「北海道キャンペーン」は、メンバーの中では「伝説の鳩キャンペーン」と呼ばれている。路上ライブを行なったが、当時はほとんど認知されておらず、観客が鳩くらいしかいなかったという。
ボーカルグループとしてデビューしたがなかなか認知されず、様々なバラエティ番組に出演していた時期もある（「笑っていいとも!」にコーナーを持っていた）。
なかなかヒットが出ず、2000年発売の「Soul Serenade」の作曲合宿中、レコード会社の制作部長がやってきて「このままの売り上げでは次のアルバムが最後」という趣旨の話をした。さらに「今後は5人は顔を出さず、5人を模した犬のキャラが歌う」という企画が出され、キャラクターも出来上がっていたという。
ほぼすべてのシングル、アルバムのアートワークに、5人全員の写真が使われている（アルバム「Vol.4」を除く）。これに関して酒井雄二はTwitterで、「顔の見える歌い手という意図で」といった趣旨の話をしている。
ギャラは完全頭割りで、黒沢ソロ活動時や村上・酒井のゴスペラッツも全て5等分している。
村上と安岡は、サッカーに造詣が深く、Jリーグの公式テーマソングを手がけるなど多岐にわたる活動をしている。多彩なアーティストとのコラボレーションを行い、また楽曲提供も多く手がけている。
2015年に北山が脳腫瘍で入院したときには、もともと5人でハーモニーが成立する曲を4人用にアレンジし、それぞれがいつもとは違うパートで歌いながらライブやテレビへの出演を続けた。

### 交友関係
俳優の堺雅人とは、早稲田大学に在学中の頃からの友人で、堺がブレイクする前にはツアーに参加していた。堺曰く「自分の劇場まわりよりもゴスペラーズと一緒にツアーで各地を回った回数のほうが多い」事が判明している。2024年12月19日にデビュー30周年を記念して、オフィシャルYouTubeチャンネルでプレミア公開された「東京スヰート 30th Anniversary Edition」のMVでは、堺がタクシードライバー役、村上が本人役で共演した。
2005年10月、1stシングル「遠い約束」で黒沢が、メンバー初のソロ・デビューを果たす。「遠い約束」を含めたアルバム『Love Anthem』を発表。2006年にはラッツ&スターのメンバーである、鈴木雅之、佐藤善雄、桑野信義と村上・酒井で構成されたゴスペラッツとして活動。
2007年、鈴木雅之と黒沢がエナメル・ブラザーズとして、村上とTAKE（Skoop On Somebody）が武田哲也（後に武田と哲也に改める）として7月11日にCDデビュー。2008年のSoul Powerでは、ラッツ&スターの佐藤善雄と北山陽一がザ・ベースマンズという1日限りのユニットを組んだ。前川清と1日限りユニットを組み、内山田洋とクール・ファイブの『そして、神戸』をバックコーラスとして歌ったこともある。
グループに最も影響を与え、手本としているのは、スターダスト・レビューであると公言している（2008年中之島音楽特区でスターダスト・レビューと共演した際、村上が発言）。

## 作品

### CDシングル
| 枚   | 発売日         | タイトル                                    | 規格品番                                          | 最高位 |
| ---- | -------------- | ------------------------------------------- | ------------------------------------------------- | ------ |
| 1st  | 1994年12月21日 | Promise                                     | KSCL-480                                          | 90位   |
| 2nd  | 1995年7月21日  | U'll Be Mine                                | KSCL-481                                          | 86位   |
| 3rd  | 1995年11月9日  | Winter Cheers!〜winter special/Higher       | KSCL-482                                          | 88位   |
| 4th  | 1996年3月1日   | Two-Way Street                              | KSCL-483                                          | 92位   |
| 5th  | 1996年7月1日   | カレンダー                                  | KSCL-484                                          | 82位   |
| 6th  | 1996年11月1日  | 待ちきれない                                | KSCL-485                                          | 91位   |
| 7th  | 1997年6月20日  | ウルフ                                      | KSCL-486                                          | 98位   |
| 8th  | 1997年12月1日  | 終わらない世界/Vol.                         | KSCL-487                                          | 64位   |
| 9th  | 1998年4月22日  | 夕焼けシャッフル                            | KSCL-488                                          | 74位   |
| 10th | 1998年6月19日  | BOO〜おなかが空くほど笑ってみたい〜         | KSCL-489                                          | 72位   |
| 11th | 1998年12月12日 | あたらしい世界                              | KSCL-490                                          | 60位   |
| 12th | 1999年6月18日  | 熱帯夜                                      | KSC2-289                                          | 50位   |
| 13th | 1999年12月1日  | パスワード                                  | KSC2-231                                          | 43位   |
| 14th | 2000年8月23日  | 永遠に                                      | KSC2-352                                          | 14位   |
| 15th | 2000年12月6日  | 告白                                        | KSC2-361                                          | 16位   |
| 16th | 2001年3月7日   | ひとり                                      | KSC2-371                                          | 3位    |
| 17th | 2001年8月1日   | 約束の季節                                  | KSC2-402                                          | 5位    |
| 18th | 2001年11月14日 | 誓い                                        | KSCL-414                                          | 6位    |
| 19th | 2002年2月20日  | Get me on                                   | KSCL-443                                          | 4位    |
| 20th | 2002年4月10日  | エスコート                                  | KSCL-447                                          | 4位    |
| 21st | 2002年11月13日 | 星屑の街                                    | KSCL-492                                          | 3位    |
| 22nd | 2003年7月16日  | Right on, Babe                              | KSCL-607                                          | 4位    |
| 23rd | 2003年10月22日 | 新大阪                                      | KSCL-908                                          | 4位    |
| 24th | 2004年1月28日  | 街角 -on the corner-                        | KSCL-912                                          | 6位    |
| 25th | 2004年10月27日 | ミモザ                                      | KSCL-745                                          | 3位    |
| 26th | 2006年5月24日  | 一筋の軌跡/風をつかまえて                   | KSCL-987                                          | 6位    |
| 27th | 2006年10月18日 | Platinum Kiss                               | KSCL-1059                                         | 6位    |
| 28th | 2006年10月18日 | 陽のあたる坂道                              | KSCL-1060                                         | 7位    |
| 29th | 2007年1月1日   | Platinum Kiss/陽のあたる坂道                | KSCL-1083                                         | 120位  |
| 30th | 2007年10月17日 | It Still Matters〜愛は眠らない/言葉にすれば | KSCL-1173                                         | 6位    |
| 31st | 2008年3月12日  | 青い鳥                                      | KSCL-1219                                         | 14位   |
| 32nd | 2008年7月9日   | ローレライ                                  | KSCL-1257                                         | 11位   |
| 33rd | 2008年11月2日  | Sky High/セプテノーヴァ                     | KSCL-1312                                         | 10位   |
| 34th | 2009年2月11日  | 1,2,3 for 5                                 | KSCL-1338                                         | 5位    |
| 35th | 2009年8月19日  | 宇宙へ 〜Reach for the sky〜                | KSCL-1440                                         | 7位    |
| 36th | 2009年10月14日 | ラヴ・ノーツ                                | KSCL-1468                                         | 5位    |
| 37th | 2010年9月22日  | 愛のシューティング・スター                  | KSCL-1647                                         | 9位    |
| 38th | 2010年11月3日  | 冬響                                        | KSCL-1661                                         | 7位    |
| 39th | 2011年5月18日  | NEVER STOP                                  | KSCL-1759                                         | 14位   |
| 40th | 2011年9月28日  | BRIDGE                                      | KSCL-1861                                         | 8位    |
| 41st | 2012年7月11日  | It's Alright 〜君といるだけで〜             | KSCL-2066/7（初回生産限定盤） KSCL-2068（通常盤） | 7位    |
| 42nd | 2012年10月17日 | STEP!                                       | KSCL-2123/4（初回生産限定盤） KSCL-2125（通常盤） | 10位   |
| 43rd | 2013年1月30日  | 氷の花                                      | KSCL-2188/9（初回生産限定盤） KSCL-2190（通常盤） | 6位    |
| 44th | 2013年8月28日  | ロビンソン／太陽の5人                       | KSCL-2275                                         | 10位   |
| 45th | 2014年7月9日   | SING!!!!!                                   | KSCL-2426/7（初回生産限定盤） KSCL-2428（通常盤） | 8位    |
| 46th | 2014年11月19日 | クリスマス・クワイア                        | KSCL-2504/5（初回生産限定盤） KSCL-2506（通常盤） | 15位   |
| 47th | 2015年9月9日   | Dream Girl                                  | KSCL-2604/5（初回生産限定盤） KSCL-2606（通常盤） | 14位   |
| 48th | 2016年7月6日   | GOSWING/Recycle Love                        | KSCL-2720/1（初回生産限定盤） KSCL-2722（通常盤） | 15位   |
| 49th | 2017年2月22日  | Fly me to the disco ball                    | KSCL-2850/1（初回生産限定盤） KSCL-2852（通常盤） | 14位   |
| 50th | 2018年2月21日  | ヒカリ                                      | KSCL-3037/8（初回生産限定盤） KSCL-3039（通常盤） | 19位   |
| 51st | 2018年7月4日   | In This Room                                | KSCL-3070/1（初回生産限定盤） KSCL-3072（通常盤） | 12位   |
| 52nd | 2019年10月30日 | VOXers                                      | KSCL-3206/8（初回生産限定盤） KSCL-3209（通常盤） | 9位    |

### 配信限定シングル
| 枚                   | 発売日        | タイトル                         | 規格                   | 備考                                                                                 |
| -------------------- | ------------- | -------------------------------- | ---------------------- | ------------------------------------------------------------------------------------ |
| 1st                  | 2014年3月1日  | 3月の翼                          | デジタル・ダウンロード | 14thアルバム『The Gospellers Now』収録                                               |
| 2nd                  | 2019年5月17日 | 抱きしめて                       | デジタル・ダウンロード | 52ndシングル『VOXers』収録                                                           |
| 3rd                  | 2019年7月17日 | HITORI                           | デジタル・ダウンロード | 英語版 52ndシングル『VOXers』収録                                                    |
| 3rd                  | 2019年7月17日 | Forever Love                     | デジタル・ダウンロード | 英語版 52ndシングル『VOXers』収録                                                    |
| 4th                  | 2020年10月5日 | I Want You                       | デジタル・ダウンロード | 5か月連続配信リリース『G25〜ゴスペラーズが足りない〜』 17thアルバム『アカペラ2』収録 |
| 5th                  | 2020年11月5日 | INFINITY                         | デジタル・ダウンロード | 5か月連続配信リリース『G25〜ゴスペラーズが足りない〜』 17thアルバム『アカペラ2』収録 |
| 6th                  | 2020年12月5日 | 誰かのシャツ                     | デジタル・ダウンロード | 5か月連続配信リリース『G25〜ゴスペラーズが足りない〜』 17thアルバム『アカペラ2』収録 |
| 7th                  | 2021年1月5日  | Loving Out Loud                  | デジタル・ダウンロード | 5か月連続配信リリース『G25〜ゴスペラーズが足りない〜』 17thアルバム『アカペラ2』収録 |
| 8th                  | 2021年2月5日  | 風が聴こえる                     | デジタル・ダウンロード | 5か月連続配信リリース『G25〜ゴスペラーズが足りない〜』 17thアルバム『アカペラ2』収録 |
| 9th                  | 2022年6月9日  | Keep It Goin’ On feat. Penthouse | デジタル・ダウンロード |                                                                                      |
| 10th                 | 2023年2月23日 | アカペラ侍 羽守隊 壱             | デジタル・ダウンロード |                                                                                      |
| 11th                 | 2023年4月26日 | アカペラ侍 羽守隊 弐             | デジタル・ダウンロード |                                                                                      |
| THE FIRST TAKE MUSIC |               |                                  |                        |                                                                                      |
| -                    | 2020年7月31日 | VOXers - From THE FIRST TAKE     | デジタル・ダウンロード |                                                                                      |
| -                    | 2020年7月31日 | ひとり - From THE FIRST TAKE     | デジタル・ダウンロード |                                                                                      |

### アルバム（インディーズ）
| 枚  | 発売日        | タイトル              | 規格品番 | 備考                                     |
| --- | ------------- | --------------------- | -------- | ---------------------------------------- |
| 1st | 1994年8月15日 | Down To Street        | 20FR018D | FILE RECORDSより発売                     |
| 2nd | 2005年2月25日 | Down To Street Remake | FRCD143  | 1994年発売のアルバムのデジタルリメイク盤 |

### オリジナル・アルバム
| 枚   | 発売日         | タイトル                 | 規格品番                                          | 最高位 |
| ---- | -------------- | ------------------------ | ------------------------------------------------- | ------ |
| 1st  | 1995年10月21日 | The Gospellers           | KSCL-132                                          | 90位   |
| 2nd  | 1996年9月1日   | 二枚目                   | KSC2-160                                          | 88位   |
| 3rd  | 1997年7月21日  | MO' BEAT                 | KSC2-189                                          | 37位   |
| 4th  | 1998年8月21日  | Vol.4                    | KSC2-238                                          | 17位   |
| 5th  | 1999年7月23日  | FIVE KEYS                | KSC2-295                                          | 20位   |
| 6th  | 2000年10月12日 | Soul Serenade            | KSC2-358                                          | 8位    |
| 7th  | 2002年2月20日  | FRENZY                   | KSCL-440                                          | 2位    |
| 8th  | 2002年12月4日  | アカペラ                 | KSCL-500                                          | 2位    |
| 9th  | 2004年3月10日  | Dressed up to the Nines  | KSCL-854                                          | 4位    |
| 10th | 2006年11月22日 | Be as One                | KSCL-1070/1（初回生産限定盤） KSCL-1072（通常盤） | 4位    |
| 11th | 2009年3月11日  | Hurray!                  | KSCL-1350/1（初回生産限定盤） KSCL-1352（通常盤） | 7位    |
| 12th | 2011年6月8日   | ハモリズム               | KSCL-1783/4（初回生産限定盤） KSCL-1785（通常盤） | 5位    |
| 13th | 2012年11月7日  | STEP FOR FIVE            | KSCL-2143/4（初回生産限定盤） KSCL-2145（通常盤） | 8位    |
| 14th | 2014年9月17日  | The Gospellers Now       | KSCL-2468/9（初回生産限定盤） KSCL-2470（通常盤） | 6位    |
| 15th | 2017年3月22日  | Soul Renaissance         | KSCL-2878/9（初回生産限定盤） KSCL-2880（通常盤） | 5位    |
| 16th | 2018年10月3日  | What The World Needs Now | KSCL-3091/2（初回生産限定盤） KSCL-3093（通常盤） | 7位    |
| 17th | 2021年3月10日  | アカペラ2                | KSCL3291/3（初回生産限定盤） KSCL3294（通常盤）   | 5位    |

### ミニアルバム
| 枚  | 発売日         | タイトル   | 規格品番                                            | 最高位 |
| --- | -------------- | ---------- | --------------------------------------------------- | ------ |
| 1st | 2023年8月23日  | HERE & NOW | KSCL-3457/8 (初回生産限定盤) KSCL-3459 (通常盤)     | 10位   |
| 2nd | 2024年11月13日 | Pearl      | KSCL-3550～3551 (初回生産限定盤) KSCL-3552 (通常盤) | 9位    |

### 企画アルバム
| 枚  | 発売日         | タイトル                          | 規格品番                                             | 最高位 | 備考                 |
| --- | -------------- | --------------------------------- | ---------------------------------------------------- | ------ | -------------------- |
| 1st | 2001年6月6日   | Love Notes                        | KSC2-388                                             | 1位    | LOVE SONG COLLECTION |
| 2nd | 2004年11月17日 | G10                               | KSC2-755/6                                           | 2位    | BEST ALBUM           |
| 3rd | 2007年11月28日 | The Gospellers Works              | KSCL-1193                                            | 6位    | CONCEPT ALBUM        |
| 4th | 2009年10月28日 | Love NotesII                      | KSCL-1490                                            | 2位    | LOVE SONG COLLECTION |
| 5th | 2013年9月25日  | ハモ騒動〜The Gospellers Covers〜 | KSCL-2306/7（初回生産限定盤） KSCL-2308（通常盤）    | 3位    | COVER ALBUM          |
| 6th | 2014年12月17日 | G20                               | KSCL2521/3（初回生産限定盤） KSCL-2524/5（通常盤）   | 2位    | BEST ALBUM           |
| 7th | 2019年3月20日  | BOYS meet HARMONY                 | KSCL-3136                                            | 27位   | TRIBUTE              |
| 8th | 2019年12月18日 | G25 -Beautiful Harmony-           | KSCL-3210/6（初回生産限定盤） KSCL-3217/21（通常盤） | 10位   | SINGLE COLLECTION    |
| 9th | 2022年7月6日   | The Gospellers Works 2            | KSCL-3377/8（初回生産限定盤） KSCL-3379（通常盤）    | 11位   | SELF COVER ALBUM     |

### 参加作品
| 発売日        | タイトル | 備考                            |
| ------------- | -------- | ------------------------------- |
| 2003年3月19日 | 飛躍     | 2003年Jリーグオフィシャルソング |

## 書籍
| 書籍名                                         | 出版年月       | 出版社                     | ISBN              |
| ---------------------------------------------- | -------------- | -------------------------- | ----------------- |
| パーフェクト・ハーモニーブック『歌おう』       | 2000年2月10日  | ヤマハミュージックメディア | 978-4-636-20754-5 |
| ノーカット                                     | 2001年8月1日   | ソニーマガジンズ           | 978-4-7897-1734-2 |
| THE GOSPELLERS "PICTURE GIFT"                  | 2002年12月18日 | ソニーマガジンズ           | 978-4-7897-1965-0 |
| ゴスペラーズ アトラス通信完全版                | 2004年11月25日 | ソニーマガジンズ           | 978-4-7897-2389-3 |
| G10 archives                                   | 2005年2月19日  | ソニーマガジンズ           | 978-4-7897-2390-9 |
| アカペラクロニクル ゴスペラーズ外伝            | 2009年2月28日  | ヴィレッジブックス         | 978-4-86332-127-4 |
| THE FILE 15years of interviews and photographs | 2009年12月7日  | 角川マガジンズ             | 978-4-04-732503-6 |
| G15 archives                                   | 2010年2月27日  | ソニーマガジンズ           | 978-4-7897-3430-1 |
| G20 archives                                   | 2015年2月6日   | ソニーマガジンズ           | 978-4-7897-3637-4 |

## ミュージックビデオ
| 年     | 作品                                | 監督       | 撮影地                                                           | 出演者               |
| ------ | ----------------------------------- | ---------- | ---------------------------------------------------------------- | -------------------- |
| 1995年 | U'll Be Mine                        | 原淳       | 恵比寿駅、天王洲アイルほか                                       |                      |
| 1996年 | カレンダー                          | 原淳       | 江ノ島、横浜元町商店街、よこはまコスモワールド、山下公園ほか     |                      |
| 1996年 | 待ちきれない                        | 小島淳二   |                                                                  |                      |
| 1997年 | ウルフ                              | 山澤達義   | マイアミ                                                         |                      |
| 1997年 | 終わらない世界                      | 二階健     |                                                                  |                      |
| 1997年 | Vol.                                | 二階健     | 表参道付近歩道橋、パティスリーシェ・リュイ代官山ほか             |                      |
| 1998年 | 夕焼けシャッフル                    | 原淳       | 代々木公園、宮下公園ほか                                         |                      |
| 1998年 | BOO〜おなかが空くほど笑ってみたい〜 | 小島淳二   | 幕張ベイタウン、お台場（夢の大橋）                               |                      |
| 1998年 | 八月の鯨                            | 谷口慎太郎 |                                                                  |                      |
| 1998年 | あたらしい世界                      | 谷口慎太郎 | SHIGENO河口湖ハウス                                              |                      |
| 1999年 | 熱帯夜                              | 谷口慎太郎 | インドネシア ジャワ島                                            |                      |
| 1999年 | パスワード                          | 谷口慎太郎 |                                                                  |                      |
| 2000年 | 永遠に                              | 宅野祐介   |                                                                  |                      |
| 2000年 | 告白                                | 宅野祐介   | 横浜みなとみらい21                                               |                      |
| 2001年 | ひとり                              | 宅野祐介   |                                                                  |                      |
| 2001年 | Promise-A Cappella-                 | 宅野祐介   | スタジオイオス                                                   |                      |
| 2001年 | 約束の季節                          | 宅野祐介   | 北海道上川郡美瑛町（私有地）                                     |                      |
| 2001年 | 誓い                                | 宅野祐介   | 湘南セント・ラファエロチャペル                                   |                      |
| 2002年 | Get me on                           | 宅野祐介   |                                                                  |                      |
| 2002年 | エスコート                          | 宅野祐介   |                                                                  |                      |
| 2002年 | 星屑の街                            | 園田俊郎   |                                                                  |                      |
| 2003年 | Right on, Babe                      | 園田俊郎   | 千葉県 屏風ヶ浦                                                  |                      |
| 2003年 | 新大阪                              | 園田俊郎   | 新大阪駅                                                         | 浅見れいな           |
| 2004年 | 街角 -on the corner-                | 園田俊郎   |                                                                  |                      |
| 2004年 | ミモザ                              | 園田俊郎   |                                                                  |                      |
| 2006年 | 一筋の軌跡                          | 園田俊郎   | 沖縄県国頭郡今帰仁村                                             |                      |
| 2006年 | 風をつかまえて                      | 園田俊郎   | 沖縄県国頭郡今帰仁村、トランジットカフェ                         |                      |
| 2006年 | Platinum Kiss                       | 園田俊郎   |                                                                  |                      |
| 2006年 | 陽のあたる坂道                      | 園田俊郎   | 鎌倉（レストラン麻心ほか）                                       |                      |
| 2007年 | It Still Matters〜愛は眠らない      | 園田俊郎   |                                                                  | Howie D.             |
| 2007年 | 言葉にすれば                        | 園田俊郎   | 國學院大學久我山高等学校                                         |                      |
| 2008年 | 青い鳥                              | 園田俊郎   |                                                                  |                      |
| 2008年 | ローレライ                          | 園田俊郎   | 横浜港大さん橋国際客船ターミナル                                 |                      |
| 2008年 | Sky High                            | 園田俊郎   | 代々木公園、Hakuju Hall                                          | 本郷奏多、宮本笑里   |
| 2008年 | セプテノーヴァ                      | 園田俊郎   |                                                                  | 常田真太郎           |
| 2009年 | 1,2,3 for 5                         | 関和亮     |                                                                  | -                    |
| 2009年 | 宇宙へ 〜Reach for the sky〜        | 園田俊郎   |                                                                  |                      |
| 2009年 | ラヴ・ノーツ                        | 園田俊郎   |                                                                  |                      |
| 2009年 | ウイスキーが、お好きでしょ          | 園田俊郎   |                                                                  |                      |
| 2010年 | 愛のシューティング・スター          | 園田俊郎   | 東京キネマ倶楽部                                                 |                      |
| 2010年 | 冬響                                | 園田俊郎   |                                                                  |                      |
| 2011年 | NEVER STOP                          | 園田俊郎   | お台場ほか                                                       |                      |
| 2011年 | BRIDGE                              | 浜島達也   | 立石公園（横須賀市）、レストランドン                             |                      |
| 2012年 | Up, Up And Away                     | 田上健太   |                                                                  | May J.               |
| 2012年 | It's Alright 〜君といるだけで〜     | 多田卓也   |                                                                  |                      |
| 2012年 | STEP!                               | 多田卓也   | 横浜みなとみらい21（山下臨港線プロムナード、赤レンガ倉庫前）ほか | もえみ、平塚慎       |
| 2013年 | 氷の花                              | 園田俊郎   | YCC ヨコハマ創造都市センター                                     |                      |
| 2013年 | ロビンソン                          | 園田俊郎   | STUDIO Le cave                                                   |                      |
| 2014年 | SING!!!!!                           | 園田俊郎   |                                                                  | ヒャダイン           |
| 2014年 | Looking for your love               | 須永秀明   |                                                                  |                      |
| 2014年 | クリスマス・クワイア                | 園田俊郎   | カサ・デ・アンジェラ馬車道（結婚式場）                           | 映美くらら、原田健二 |
| 2015年 | Dream Girl                          |            |                                                                  | 愛加あゆ             |
| 2016年 | GOSWING                             |            |                                                                  |                      |
| 2016年 | Recycle Love                        | 相原基礼   |                                                                  |                      |
| 2016年 | angel tree                          |            | VENCE BAYSIDE Lofts（撮影スタジオ、東京）                        |                      |
| 2017年 | Fly me to the disco ball            |            |                                                                  |                      |
| 2018年 | ヒカリ                              | 小川翔平   |                                                                  | Taabow               |
| 2018年 | まっすぐな橋                        | 小川翔平   |                                                                  |                      |
| 2018年 | In This Room                        | 多田卓也   | 南千葉リゾートスタジオ                                           |                      |
| 2019年 | VOXers                              |            |                                                                  |                      |
| 2020年 | INFINITY                            |            |                                                                  |                      |
| 2021年 | I Want you                          |            |                                                                  |                      |
| 2022年 | 風が聴こえる                        |            |                                                                  |                      |
| 2022年 | Love me! Love me!                   |            |                                                                  |                      |
| 2022年 | Follow Me                           |            |                                                                  |                      |
| 2023年 | Summer Breeze                       | 宅野祐介   |                                                                  |                      |
| 2024年 | Pearl                               |            |                                                                  |                      |
| 2024年 | F.R.I                               |            |                                                                  |                      |

## メディア出演
太字は出演中。

### テレビ
- 夕やけTV編集局（1996年2月16日 - 11月、仙台放送） - 準レギュラー（月1回出演）
- On・On・On（1995年1月 - 2002年6月、東海テレビ） - 「誕生日Song For You」コーナーほか
- 森田一義アワー 笑っていいとも!（1996年10月 - 1997年1月、フジテレビ） - コーナー「じゃあ何と言っておるのだ！」の専属シンガーとして出演
- 日本エコー遺産紀行　ゴスペラーズの響歌
  - 2021年1月9日・16日・31日、NHK-BS 8K、NHK-BS プレミアム、NHK-BS 4K、NHK総合
  - 2023年3月8日、NHK-BS プレミアム

### WEBアニメ
- アカペラ侍〜ハモリ隊は江戸を救う〜（2022年・2023年・2024年、FOD・TVer）。ゴスペラーズをモチーフにしたハモリが好きな江戸時代の侍5人が登場するアニメ。メインキャラ5人の声優・歌も担当している。羽守泰蔵（村上）・羽守益次郎（黒沢）・羽守逢之助（北山）・羽守杉作（安岡）・越出奏太（酒井）[34]。

### ラジオ
- ザ・ソウルミュージックII "村上てつやのSoul Scramble"（2019年4月20日 - 、NHK FM） - 毎月第3・第4土曜（不定期で毎月第2土曜）：村上てつや
- ゴスペラーズ 黒沢薫 ぽんラジオ（2019年10月 - 、東海ラジオ）- 毎週土曜日：黒沢薫
- ゴスペラーズSHOW（1996年1月 - 2000年3月、NACK5）：安岡優、北山陽一（後期は村上てつやもコーナーを持っていた）- もともとはハートビートナイト内の10分コーナーだったが、人気のため後に30分番組として独立。その後1時間へと拡大された。

- Down To Street（1996年4月 - 1997年3月、bayfm）
- GO'S Mega STORE（ - 2002年3月、JFN系）：黒沢薫、酒井雄二
- Be@tB@by!!→金曜JUNK ゴスペラーズ 真夜中のコーラス （TBSラジオ・JRN系、2001年 - 2003年）：安岡優、村上てつや→安岡優、酒井雄二
- Gospellers feel'n soul （2002年4月 - 2005年3月、TOKYO FM系）：黒沢薫がメインパーソナリティー。メンバーは月交代で（順番は北山→村上→安岡→酒井）担当。
- SOUL CONNECTION （2005年4月 - 2007年3月 、TOKYO FM系）：黒沢薫がメインパーソナリティー。メンバーは月交代で（順番は北山→村上→安岡→酒井）担当。
- On the Album（2007年4月 - 2008年3月、TOKYO FM系）：村上てつや、酒井雄二
- TOKAIRADIO×TSUTAYA LIFESTYLE MUSIC 929（東海ラジオ）：酒井雄二（2017年4月3日 - 9月25日）月曜パーソナリティ（2017年10月6日 - 2018年3月23日）金曜パーソナリティ
- TOKAIRADIO×TSUTAYA LIFESTYLE MUSIC 929（東海ラジオ）：黒沢薫（2018年4月2日 - 9月24日）月曜パーソナリティ、（2018年10月5日 - 2019年3月22日）金曜パーソナリティ
- Hitachi Systems Heart to Heart (J-Wave)：北山陽一 (2021年4月18日 - 2022年3月20日) SEASON 9 番組ナビゲーター、毎月第3日曜日

CM・広告
- サントリー食品インターナショナル「ボス・ファミリーマート限定カフェ・ド・ボス」『働く人に、最高のハーモニーを』篇（2020年11月6日 - 11月23日） - サントリー公式YouTubeチャンネルで公開[35][36]
- タマホーム「画面分割篇」(2021年3月15日 - ) /「ハーモニー篇」(2021年4月25日 - ) - 城田優と共演[37]

## NHK紅白歌合戦出場歴
| 年度/放送回               | 回 | 曲目           | 備考                                               |
| ------------------------- | -- | -------------- | -------------------------------------------------- |
| 2001年（平成13年）/第52回 | 初 | ひとり         | 第2部トップバッター 郷ひろみのバックコーラスも担当 |
| 2002年（平成14年）/第53回 | 2  | 星屑の街       |                                                    |
| 2003年（平成15年）/第54回 | 3  | 新大阪         |                                                    |
| 2004年（平成16年）/第55回 | 4  | ミモザ         | 前川清のバックコーラスも担当                       |
| 2005年（平成17年）/第56回 | 5  | ひとり (2回目) |                                                    |
| 2006年（平成18年）/第57回 | 6  | ふるさと       |                                                    |

注意点
- 曲名の後の（○回目）は紅白で披露された回数を表す。

## ゴスペラーズ坂ツアー
全国ツアーのことである。ツアー名は必ず「ゴスペラーズ坂ツアー　◯◯◯」となっており、◯◯◯部分に以下の名称が入る。また、「ゴスペラーズ坂ツアー」と付かない全国ツアーも過去には存在する。
| ツアー名                                  | 期間                                                             | 公演数                                | 映像化       |
| ----------------------------------------- | ---------------------------------------------------------------- | ------------------------------------- | ------------ |
| ー                                        | 1996年1月5日、9日                                                | 2公演                                 |              |
| ”やる気坂”                                | 1996年4月9日                                                     | 1公演                                 |              |
| ”その気坂”                                | 1996年4月10日                                                    | 1公演                                 |              |
| ”女坂”                                    | 1996年4月12日                                                    | 1公演                                 |              |
| ”男坂”                                    | 1996年4月13日                                                    | 1公演                                 |              |
| ”夏の陣”                                  | 1996年7月28日 - 8月2日                                           | 4公演                                 |              |
| ”残暑にお見舞い”                          | 1996年9月6日 - 10月6日                                           | 8公演                                 |              |
| ”アカペラ貴族”                            | 1996年12月25日 - 12月30日                                        | 5公演                                 |              |
| 1997 ”坂道発進”                           | 1997年8月16日 - 30日                                             | 7公演                                 |              |
| 1997 ”北陸旅情編”                         | 1997年9月16日、18日                                              | 2公演                                 |              |
| 1997 ”九州純情編”                         | 1997年10月22日、23日                                             | 2公演                                 |              |
| 1997 ”アカペラっぽいの好き”               | 1997年12月3日 - 26日                                             | 11公演                                |              |
| 98 ”ちょっとヨロシク”                     | 1998年6月14日 - 6月29日                                          | 6公演                                 |              |
| 98 ”衣・食・住”                           | 1998年9月11日 - 9月19日                                          | 5公演                                 |              |
| ”アカペラ人”                              | 1999年1月15日 - 1月30日                                          | 9公演                                 |              |
| ”ブルートレイン”                          | 1999年6月21日、22日                                              | 2公演                                 |              |
| ”FIVE KEYS"                               | 1999年8月26日 - 10月17日                                         | 20公演                                |              |
| "G5"                                      | 1999年12月18日 - 28日                                            | 6公演                                 |              |
| "アカペラ門"                              | 2000年1月19日 - 2月6日                                           | 12公演                                |              |
| "南国慕情編"                              | 2000年7月14日、16日                                              | 2公演                                 |              |
| 2000                                      | 2000年10月12日 - 12月12日                                        | 21カ所 24公演                         |              |
| 2001 "アカペラ街"                         | 2001年3月17日 - 4月8日                                           | 14公演                                |              |
| 2001 "凱旋門"                             | 2001年8月17日 - 9月9日                                           | 11公演                                |              |
| 2002 "GT"                                 | 2002年3月17日 - 7月7日                                           | 50公演                                |              |
| 2003 "アカペラ港"                         | 2003年1月22日 - 3月30日                                          | 9都市 32公演                          | VHS、DVD、BD |
| 2004 "号泣"                               | 2004年4月16日 - 9月26日                                          | 全都道府県59公演                      |              |
| 2005 "G10"                                | 2005年2月26 - 5月28日                                            | 26カ所31公演                          | VHS、DVD、BD |
| 2006-2007 "セルゲイ"                      | 2006年12月14日 - 2007年6月7日                                    | 全都道府県64公演                      |              |
| 2008 "ハモリ倶楽部"                       | 2008年7月20日 - 8月20日                                          | 10カ所 16公演                         |              |
| 2009 "15周年漂流記 春夏"                  | 2009年4月17日 - 7月11日                                          | 41公演                                |              |
| 2009 "15周年漂流記 秋冬"                  | 2009年11月2日 - 12月20日                                         | 22公演                                | DVD、BD      |
| 2010-2011 "ハモリ倶楽部 響 "              | 2010年11月17日 - 2011年5月17日                                   | 37公演                                |              |
| 2011-2012 "ハモリズム"                    | 2011年9月30日 - 2012年1月28日                                    | 44都市49公演                          |              |
| 2012-2013 "FOR FIVE"                      | 2012年11月16日 - 2013年3月17日                                   | 41都市45公演                          | DVD、BD      |
| 2013-2014 "ハモ騒動"                      | 2013年10月3日 - 2014年1月25日                                    | 43公演                                |              |
| 2014 "ハモれメロス"                       | 2014年9月24日 - 11月25日                                         | 28公演                                | DVD、BD      |
| 2014-2015 "G20"                           | 2014年12月21日 - 2015年7月18日                                   | 全都道府県66公演                      | DVD、BD      |
| 2017 "Soul Renaissance"                   | 2017年4月22日 - 7月30日                                          | 31都市34公演                          | DVD、BD      |
| 2018-2019 "What The World Needs Now"      | 2018年10月19日 - 2019年2月23日                                   | 36都市40公演                          | DVD、BD      |
| 2019-2020 "G25"                           | 2019年12月21日 - 2020年7月5日2020年2月23日 2020年8月15日(特別編) | 全都道府県56公演19都市19公演          | DVD、BD      |
| 2021 "アカペラ" #あなたの街にハーモニーを | 2021年4月3日 - 6月20日 7月8日                                    | 9都市23公演                           | DVD、BD      |
| 2022 "まだまだいくよ"                     | 2022年4月23日 - 8月6日                                           | 33都市36公演                          | DVD、BD      |
| 2023 "HERE & NOW"                         | 2023年9月9日 - 1月14日                                           | 31都市33公演 ※３回公演中止 振替公演有 | DVD、BD      |

## タイアップ
シングル・カップリング・アルバム収録曲等記載。タイアップ期間などの詳細は、各曲のページを参照のこと。

### 1990年代
| 曲名                                | タイアップ                                                                 | 期間                    |
| ----------------------------------- | -------------------------------------------------------------------------- | ----------------------- |
| Promise                             | テレビ朝日系『TVダイジェスト』エンディングコーナー「母乳美人」テーマソング |                         |
| カーテンコール                      | NHK『オトナの試験』オープニングソング                                      |                         |
| 靴は履いたまま                      | テレビ朝日系『ニュースステーション』テーマソング                           |                         |
| イントロ'98                         | テレビ朝日系 『ニュースステーション』スポーツコーナージングル              |                         |
| BOO〜おなかが空くほど笑ってみたい〜 | テレビ東京系アニメ『はれときどきぶた』第3期オープニングテーマ              | 1998年4月14日 - 9月29日 |
| Atomic ARMS                         | PSゲーム『ワイルドアームズ セカンドイグニッション』Disk1EDテーマ           |                         |

### 2000年代
| 曲名                            | タイアップ                                                    | 期間                      |
| ------------------------------- | ------------------------------------------------------------- | ------------------------- |
| エスコート                      | 『2002 FIFAワールドカップ』公式ソング                         |                           |
| エスコート                      | 朝日新聞社『春のキャンペーン FIFAワールドカップ』応援ソング   |                           |
| Wanderers                       | NHK 『たべもの新世紀』オープニングテーマ                      |                           |
| Night Train                     | NHK 『たべもの新世紀』エンディングテーマ                      |                           |
| We are...                       | TOKYO FMテーマソング                                          |                           |
| 星屑の街                        | フジテレビ系ドラマ『天才柳沢教授の生活』エンディングテーマ    | 2002年10月16日 - 12月11日 |
| 北極星                          | テレビ朝日系 『土曜ワイド劇場』エンディングテーマ             |                           |
| 潮騒                            | ロッテのど飴CMソング                                          |                           |
| めぐる想い                      | JRAブランディング広告テーマソング                             |                           |
| Full of Love                    | マルイCMソング                                                |                           |
| 旅の途中で                      | NTTドコモ北海道CMソング                                       |                           |
| 新大阪                          | マルイCMソング                                                |                           |
| 街角 -on the corner-            | JRAブランディング広告テーマソング                             |                           |
| ミモザ                          | トヨタ自動車『アイシス』CMソング                              |                           |
| 一筋の軌跡                      | 日本テレビ系『音楽戦士 MUSIC FIGHTER』オープニングテーマ      |                           |
| 風をつかまえて                  | トヨタ自動車『アイシス』CMソング                              |                           |
| 陽のあたる坂道                  | トヨタ自動車『アイシス』CMソング                              |                           |
| 陽のあたる坂道                  | フジテレビ系『ウチくる!?』エンディングテーマ                  |                           |
| Let it go                       | 2006年パルコX'masキャンペーンCMソング                         |                           |
| Prisoner of love                | ディズニー映画『ライアンを探せ!』イメージソング               |                           |
| 言葉にすれば                    | 2007年度（第74回）NHK全国学校音楽コンクール高等学校の部課題曲 |                           |
| 青い鳥                          | 映画『うた魂♪』主題歌                                         |                           |
| 輪舞                            | 日清食品カップヌードル『ミルクシーフード』CMソング            |                           |
| Sky High                        | フジテレビ系アニメ『のだめカンタービレ 巴里編』主題歌         |                           |
| セプテノーヴァ                  | 『2008 FIFAクラブワールドカップ』テーマソング                 |                           |
| Armonia                         | 東北電力イメージソング                                        |                           |
| ウイスキーが、お好きでしょ      | サントリーウイスキー「角瓶」CMソング                          |                           |
| 宇宙へ 〜Reach for the sky〜    | 映画『宇宙へ。』の日本語版主題歌                              |                           |
| 宇宙へ 〜Reach for the sky〜    | 株式会社IHIのCMソング                                         |                           |
| ミュージックフェア テーマソング | フジテレビ系 音楽番組『ミュージックフェア』オープニングテーマ |                           |

### 2010年代
| 曲名                           | タイアップ                                                            | 期間                          |
| ------------------------------ | --------------------------------------------------------------------- | ----------------------------- |
| Mr.サンデー                    | フジテレビ・関西テレビ系 『Mr.サンデー』オープニングテーマ            | 2010年4月18日 - 2014年3月23日 |
| Up,Up And Away（feat. May j.） | IMAGICA BSのドラマ『PAN AM/パンナム』日本語版エンディングテーマ曲     |                               |
| STEP!                          | TBS系『ひるおび!』2012年11月度エンディングテーマ                      | 2012年11月                    |
| astro note                     | スペースワールド CMソング                                             |                               |
| 氷の花                         | 映画『きいろいゾウ』主題歌                                            |                               |
| Someone To Watch Over Me       | 2013年 野村不動産『PROUD』CMソング                                    |                               |
| 3月の翼                        | 『スカパー!ソチ 2014 パラリンピック 冬季競技大会』テーマソング        |                               |
| Be shiny                       | NECパーソナルコンピュータ「LaVie Tab」タイアップソング                |                               |
| Looking for your love          | UR賃貸住宅「登場篇」CMソング                                          |                               |
| angel tree                     | 森永「小枝」45周年コラボ                                              |                               |
| Fly me to the disco ball       | 「よみうりランド ジュエルミネーション」イメージソング                 | 2016年11月1日 - 2017年2月19日 |
| True Colors                    | 映画『彼らが本気で編むときは、』イメージソング                        |                               |
| Let it shine                   | ドラマ『タイムレス』エンディングテーマ                                |                               |
| まっすぐな橋                   | アニメ映画『映画しまじろう まほうのしまの だいぼうけん』 テーマソング |                               |
| ヒカリ                         | ハウステンボス「2018バラ祭」CMソング                                  |                               |
| Seven Seas Journey             | 映画『母さんがどんなに僕を嫌いでも』主題歌                            |                               |
| 抱きしめて                     | ドラマ『執事 西園寺の名推理 2』主題歌                                 | 2019年4月19日 -               |

### 2020年代
| 曲名                    | タイアップ                                             | 期間       |
| ----------------------- | ------------------------------------------------------ | ---------- |
| will be fine feat. Anly | テレビアニメ『天久鷹央の推理カルテ』エンディングテーマ | 2025年1月- |

ほか多数

## 共演・楽曲提供など
| 年     | リリース日 | アーティスト              | 曲名                                                                                        | 収録アルバム                                                          | 参加形態                                                                           |
| ------ | ---------- | ------------------------- | ------------------------------------------------------------------------------------------- | --------------------------------------------------------------------- | ---------------------------------------------------------------------------------- |
| 1995年 | 11月22日   | 真心ブラザーズ            | TIME GOES ON                                                                                | TIME GOES ON                                                          | コーラス                                                                           |
| 1995年 | 11月22日   | 濱田マリ                  | フツーの人                                                                                  | 祝歌                                                                  | コーラス                                                                           |
| 1996年 | 3月25日    | 田村直美                  | もしも…                                                                                     | MONSTER OF POP                                                        | コーラス                                                                           |
| 1996年 | 4月1日     | 神崎まき                  | SEE YOU AGAIN                                                                               | SEE YOU AGAIN／THE BEST OF MAKI KANZAKI                               | コーラス：酒井雄二、北山陽一                                                       |
| 1996年 | 9月1日     | BIG HORNS BEE             | PARTY AROUND THE CLOCK                                                                      | FOR YOU                                                               | ボーカル                                                                           |
| 1997年 | 11月19日   | 広末涼子                  | 言い出せなくて                                                                              | ARIGATO!                                                              | コーラス                                                                           |
| 1998年 | 2月25日    | 中西圭三                  | WITH                                                                                        | Stay Gold                                                             | コーラス                                                                           |
| 1998年 | 3月21日    | ARB                       | ダーティー・シューズ                                                                        | ARB COVERS                                                            | 共演カバー                                                                         |
| 1998年 | 7月1日     | 太田裕美                  | 魂のピリオド                                                                                | 魂のピリオド                                                          | コーラス                                                                           |
| 1998年 | 8月28日    | HASE-T                    | 2AM feat.ゴスペラーズ                                                                       | TWILIGHT                                                              | 参加                                                                               |
| 1998年 | 9月25日    | 和田アキ子                | 愛のためだけに                                                                              | DYNAMITE-A-GO-GO!!!                                                   | 作曲：村上てつや、コーラス                                                         |
| 1998年 | 9月25日    | 和田アキ子                | 歩こう                                                                                      | DYNAMITE-A-GO-GO!!!                                                   | 作詩・作曲：安岡優、コーラス                                                       |
| 1999年 | 2月17日    | 広末涼子                  | Snow Letter                                                                                 | Private                                                               | 作曲：村上てつや、編曲：ゴスペラーズ（共編曲）                                     |
| 1999年 | 4月21日    | 太田裕美                  | 恋人達の祈り（GET AWAY）                                                                    | 神様のいたずら                                                        | デュエット、コーラス                                                               |
| 2000年 | 2月2日     | 郷ひろみ                  | Hallelujah,Burning Love                                                                     | Hallelujah,Burning Love                                               | コーラス                                                                           |
| 2000年 | 8月9日     | V6                        | MIRROR                                                                                      | "HAPPY" Coming Century, 20th Century Forever                          | 作詩：安岡優、作曲：北山陽一                                                       |
| 2001年 | 11月7日    | 郷ひろみ                  | この世界のどこかに                                                                          | この世界のどこかに                                                    | 作詩：安岡優、作曲：黒沢薫、コーラス                                               |
| 2001年 | 11月7日    | 郷ひろみ                  | 五時までに                                                                                  | この世界のどこかに                                                    | 作詞・作曲：安岡優、北山陽一（共作詞・曲）、コーラス                               |
| 2002年 | 7月24日    | MIKIKO                    | Summer Time                                                                                 | Summer Time                                                           | 作詞：安岡優（共作詞）、作曲：村上てつや                                           |
| 2002年 | 8月21日    | 小柳ゆき                  | I love you                                                                                  | buddy                                                                 | 作曲：村上てつや                                                                   |
| 2002年 | 10月23日   | 加藤登紀子                | 花筐〜Hanagatami〜                                                                          | 花筐〜Hanagatami〜                                                    | 作曲：村上てつや、コーラス                                                         |
| 2002年 | 10月23日   | 加藤登紀子                | 灰色の瞳                                                                                    | 花筐〜Hanagatami〜                                                    | コーラス：村上てつや                                                               |
| 2002年 | 10月23日   | RHYMESTER                 | 勝算（オッズ）                                                                              | ウワサの伴奏-And The Band Played On-                                  | コーラス                                                                           |
| 2003年 | 5月21日    | ISSA                      | Sweet surrender                                                                             | EXTENSION                                                             | 作詞・バックボーカル：村上てつや（共作詞）、作曲：村上てつや、北山陽一             |
| 2003年 | 5月21日    | ISSA                      | Going down into you                                                                         | EXTENSION                                                             | 作詞・作曲・バックボーカル：北山陽一（共作詞）、ヒューマンビートボックス：酒井雄二 |
| 2003年 | 5月21日    | ISSA                      | Crazy for you                                                                               | EXTENSION                                                             | 作詩：安岡優、作曲・バックボーカル：黒沢薫                                         |
| 2003年 | 11月27日   | SPEED                     | Walking in the rain                                                                         | BRIDGE                                                                | 作詩：安岡優、作曲：黒沢薫                                                         |
| 2003年 | 11月27日   | SPEED                     | 四ツ葉のクローバー                                                                          | BRIDGE                                                                | 作詩：安岡優、作曲：北山陽一                                                       |
| 2003年 | 12月3日    | 村上“ポンタ”秀一          | NOTHING FROM NOTHING                                                                        | MY PLEASURE〜FEATURING GREATEST MUSICIANS〜                           | 共演                                                                               |
| 2004年 | 2月4日     | 鈴木雅之                  | これから                                                                                    | これから                                                              | 作詩：安岡優、作曲：黒沢薫、コーラス                                               |
| 2004年 | 2月4日     | 鈴木雅之                  | 再会                                                                                        | これから                                                              | 作詞・作曲：村上てつや、コーラス                                                   |
| 2004年 | 5月12日    | Lylico                    | 瞳を閉じて                                                                                  | Flavous                                                               | 作曲：北山陽一                                                                     |
| 2004年 | 9月22日    | 夏川りみ                  | 会いたくて                                                                                  | 風の道                                                                | 作詩：安岡優、作曲・コーラス・コーラスアレンジ：黒沢薫                             |
| 2004年 | 11月21日   | BIG HORNS BEE             | Why can’t we be friends?                                                                    | Why can’t we be friends?                                              | ボーカル                                                                           |
| 2004年 | 11月26日   | 加藤登紀子                | 絆 ki・zu・na                                                                               | 今があしたと出逢う時                                                  | 作曲・コーラス：村上てつや（共作曲）                                               |
| 2005年 | 3月16日    | 鈴木雅之                  | その愛のもとに（With Your Love）                                                            | その愛のもとに/君を抱いて眠りたい                                     | 作詩：安岡優、作曲：黒沢薫（共作曲）                                               |
| 2005年 | 3月30日    | 三浦大知                  | Keep It Goin' On                                                                            | Keep It Goin' On                                                      | 作曲・コーラス：黒沢薫                                                             |
| 2005年 | 4月16日    | 鈴木雅之                  | Ebony & Ivory                                                                               | Ebony & Ivory                                                         | 作曲：村上てつや（共作曲）                                                         |
| 2005年 | 10月5日    | Cry&Feel it               | ただ、ふたり                                                                                | ただ、ふたり                                                          | 作曲：北山陽一                                                                     |
| 2005年 | 11月2日    | 夏川りみ                  | シマダチ                                                                                    | さようなら ありがとう                                                 | 作詞・作曲：村上てつや（共作曲）、コーラス                                         |
| 2006年 | 1月8日     | K                         | Friends before Lovers                                                                       | Beyond the Sea                                                        | 作曲・コーラス：黒沢薫                                                             |
| 2006年 | 1月25日    | 三浦大知                  | STAY                                                                                        | D-ROCK with U                                                         | 作曲：黒沢薫                                                                       |
| 2006年 | 1月25日    | 三浦大知                  | I-N-G                                                                                       | D-ROCK with U                                                         | 作詩：安岡優                                                                       |
| 2006年 | 4月5日     | ワン・リーホン            | 愛にゆこう                                                                                  | Hearts Of Earth/蓋世英雄                                              | 共演                                                                               |
| 2006年 | 11月10日   | ZOOCO                     | IN LOVE                                                                                     | LOVE CANDLES                                                          | 作詩：安岡優、作曲：黒沢薫                                                         |
| 2006年 | 11月10日   | ZOOCO                     | 二人のラブ・ゾーン                                                                          | LOVE CANDLES                                                          | 作曲・デュエット：村上てつや                                                       |
| 2006年 | 12月13日   | K                         | Again                                                                                       | Music in My Life                                                      | 作曲・フィーチャリングボーカル：黒沢薫                                             |
| 2006年 | 12月15日   | K3B                       |                                                                                             | 4 SOULS〜盗魂（toukon）〜                                             | 村上てつや、酒井雄二 参加                                                          |
| 2006年 | 12月20日   | 寺尾聰                    | Re-Cool 渚のカンパリ・ソーダ                                                                | Re-Cool Reflections                                                   | バックボーカル                                                                     |
| 2007年 | 1月26日    | 冨永裕輔                  | ALL I NEED                                                                                  | すずなり                                                              | 作詩：安岡優、作曲：黒沢薫                                                         |
| 2007年 | 3月7日     | 鈴木雅之                  | 放浪春秋                                                                                    | Champagne Royale                                                      | 作曲：村上てつや                                                                   |
| 2007年 | 7月11日    | ダンス☆マン               | シャツたたんで収納                                                                          | ダンス☆マン リターンズ                                                | コーラス：村上てつや、酒井雄二、北山陽一、安岡優                                   |
| 2007年 | 7月27日    | JAYE KOHYAMA              | よりそうように                                                                              | TRUE LOVE                                                             | 作詞：酒井雄二                                                                     |
| 2007年 | 9月26日    | コンピレーション          | 大きな栗の木の下で                                                                          | Lingkaran For Baby                                                    | カバー                                                                             |
| 2007年 | 10月17日   | 服部良一                  | 銀座カンカン娘                                                                              | 服部良一〜生誕100周年記念トリビュート・アルバム〜                     | カバー                                                                             |
| 2007年 | 11月14日   | スキップカウズ            | 赤い手〜スイート10冬のアカペラヴァージョン〜                                                | 冬盤〜スイート10ダイヤモンズメロディアス                              | プロデュース：村上てつや                                                           |
| 2007年 | 11月21日   | AQUA5                     | TIME TO LOVE                                                                                | TIME TO LOVE                                                          | 作詩：安岡優、作曲：酒井雄二                                                       |
| 2007年 | 12月14日   | ZOOCO                     | MUSIC!                                                                                      | Lady Soul                                                             | 作詩：安岡優                                                                       |
| 2008年 | 1月16日    | Mr.BEATS a.k.a. DJ CELORY | Don’t Stop My Love                                                                          | BEAUTIFUL TOMORROW                                                    | 村上てつや 参加                                                                    |
| 2008年 | 3月18日    | AQUA5                     | AQUAの地球                                                                                  | AQUAの地球                                                            | 作詩：安岡優、作曲：北山陽一                                                       |
| 2008年 | 5月21日    | Kanade                    | Serenade                                                                                    | Serenade                                                              | 作詩：安岡優                                                                       |
| 2008年 | 8月13日    | クレイジーケンバンド      | Looking your eyes                                                                           | ZERO                                                                  | コーラス                                                                           |
| 2008年 | 8月22日    | JAYE&ZOOCO                |                                                                                             | Street Sensation                                                      | 作詞・作曲：村上てつや、コーラス：村上てつや、酒井雄二、北山陽一                   |
| 2008年 | 10月8日    | 藤井フミヤ                | RAILROAD                                                                                    | F's KITCHEN                                                           | 作詩：安岡優、作曲：村上てつや、コーラス                                           |
| 2008年 | 12月3日    | Blue Smith                | I've Got You Under My Skin                                                                  | ORGAN LOVE                                                            | 村上てつや 参加                                                                    |
| 2010年 | 3月24日    | 多和田えみ                | 全曲                                                                                        | Lovely Day                                                            | プロデュース：村上てつや、コーラス：村上てつや、北山陽一（Lovely Dayのみ）         |
| 2010年 | 4月28日    | テレサ・テン              | 時の流れに身をまかせ Duet with 村上てつや                                                   | デュエット＆ベスト 新生                                               | デュエット：村上てつや                                                             |
| 2010年 | 6月30日    | 槇原敬之                  | 不安の中に手を突っ込んで                                                                    | 不安の中に手を突っ込んで                                              | コーラス：村上てつや、北山陽一                                                     |
| 2010年 | 7月14日    | 阿久悠                    | あの鐘を鳴らすのはあなた、さらば涙と言おう                                                  | 歌鬼3 〜阿久悠×青春のハーモニー〜                                     | カバー                                                                             |
| 2010年 | 9月1日     | 鈴木雅之                  | ハリケーン、め組のひと、Pap-Pi-Doo-Bi-Doo-Ba 物語、禁煙スウィング                           | MASAYUKI SUZUKI 30TH ANNIVERSARY LIVE THE ROOTS〜could be the night〜 | 村上てつや、酒井雄二 参加                                                          |
| 2010年 | 12月8日    | Fire Lily                 | 片想い feat. 黒沢薫（fromゴスペラーズ）                                                     | Eternal Story                                                         | 黒沢薫 参加                                                                        |
| 2011年 | 1月12日    | 槇原敬之                  | うん                                                                                        | We Love Mackey                                                        | カバー                                                                             |
| 2011年 | 7月13日    | ORITO                     | Dj. Feelgood                                                                                | ORITO TRIBUTE 〜また、君に感謝しなくちゃね。〜                        | 村上てつや 参加                                                                    |
| 2011年 | 9月28日    | 加藤登紀子                | ふるさと with ゴスペラーズ                                                                  | 命結〜ぬちゆい〜                                                      | コラボ                                                                             |
| 2011年 | 11月30日   | Skoop On Somebody         | 明けの明星                                                                                  | Distance                                                              | 作詩：安岡優                                                                       |
| 2011年 | 12月7日    | 須藤満                    | Bass'n Voice feat.ゴスペラーズ 、君の友達 feat.村上てつや、明日に架ける橋 feat.ゴスペラーズ | Waking Up 〜Remember the day, 2011〜                                  | 参加                                                                               |
| 2012年 | 6月20日    | MICRO & UZY               | 同じ空を見上げて                                                                            | 愛知県三河エリアのケーブルテレビ局KATCH開局20周年記念テーマソング     | 酒井雄二 ボーカル・作詞 参加                                                       |
| 2012年 | 10月24日   | 関口和之                  | 夏のBaby 〜迷子に御用心〜                                                                   | UKULELE CARAVAN                                                       | ゲストボーカル：黒沢薫                                                             |
| 2012年 | 11月7日    | ケイコ・リー              |                                                                                             | ケイコ・リー・シングス・スーパー・スタンダーズ2                       | 村上てつや 参加                                                                    |
| 2013年 | 6月26日    | FUTURE FILE 25 ALL STARS  | 25、Church Bells May Ring（a cappella）                                                     | 25                                                                    | 村上てつや、黒沢薫、酒井雄二 参加                                                  |
| 2013年 | 7月17日    | ジューシィ・フルーツ      | ちょっとだけ☆ナラバイ                                                                       | ちょっとだけ☆ナラバイ                                                 | 楽曲提供：THE☆FUNKS                                                                |
| 2014年 | 1月22日    | テゴマス                  | DONUTS                                                                                      | テゴマスの青春                                                        | 作詩：安岡優、作曲：村上てつや、コーラス                                           |
| 2015年 | 4月1日     | 渡辺美里                  | オーディナリー・ライフ                                                                      | オーディナリー・ライフ                                                | コーラス                                                                           |
| 2015年 | 4月15日    | クリス・ハート            | 続く道 with ゴスペラーズ                                                                    | 続く道 with ゴスペラーズ                                              | コーラス                                                                           |
| 2015年 | 11月18日   | 加藤登紀子                | 花は咲く（With ゴスペラーズ）                                                               | 百歌百会                                                              | コーラス                                                                           |
| 2016年 | 2月14日    | TEAM 安部礼司             |                                                                                             | 日曜日に会おうよ 〜Great Average Days                                 | ゲストボーカル：酒井雄二、コーラス：村上てつや                                     |
| 2016年 | 3月2日     | GILLE                     | Shake it!! feat.ゴスペラーズ                                                                | REAL                                                                  | コーラス                                                                           |
| 2016年 | 3月9日     | Ms.OOJA                   | Be… duet with 黒沢薫                                                                        | Ms.OOJA THE BEST あなたの主題歌                                       | デュエット：黒沢薫                                                                 |
| 2016年 | 4月6日     | 森山良子                  | この広い野原いっぱい 〜50th Anniversary Version 〜 with 50 Friends                          | Touch me…                                                             | 参加                                                                               |
| 2016年 | 6月8日     | and ROSEs                 | 紅のプロローグ                                                                              | 紅のプロローグ                                                        | 作詩・作曲・コーラスアレンジ：安岡優                                               |
| 2017年 | 6月7日     | TOKU                      | Maxine                                                                                      | SHAKE                                                                 | 共演                                                                               |
| 2017年 | 12月6日    | 中沢ノブヨシ              | 24☆7                                                                                        | Chains of music                                                       | 楽曲提供・コーラス：THE☆FUNKS                                                      |
| 2018年 | 12月5日    | ZOOCO                     | クリスマスマイル                                                                            | クリスマスマイル                                                      | 作詞・作曲：黒沢薫                                                                 |
| 2019年 | 4月10日    | ZOOCO                     | Soul Galaxy                                                                                 | Stairs of mine                                                        | 作詞：酒井雄二                                                                     |
| 2019年 | 4月10日    | ZOOCO                     | 永遠の恋の予感                                                                              | Stairs of mine                                                        | ボーカル：黒沢薫                                                                   |
| 2020年 | 3月18日    | ジャニーズWEST            | Special Love                                                                                | W trouble                                                             | 作詞・作曲：黒沢薫（共作曲）                                                       |
| 2021年 | 6月30日    | Nona Diamonds (AKB48)     | はじまりの唄                                                                                | はじまりの唄                                                          | 作詞・作曲・編曲：黒沢薫（共作詞・共作曲・共編曲）                                 |
| 2022年 | 6月15日    | リルハピ（アオペラ）      | RAINBOW                                                                                     | A（エース）                                                           | 作詩・作曲：安岡優                                                                 |
| 2022年 | 6月15日    | FYA’M’（アオペラ）        | Follow Me                                                                                   | A（エース）                                                           | 作詞・作曲：村上てつや（共作曲）                                                   |
| 2022年 | 6月29日    | 小野大輔                  | Sounds of Love                                                                              | Sounds of Love                                                        | 作詞・作曲：酒井雄二                                                               |
| 2023年 | 8月9日     | 米米CLUB                  | 浪漫飛行                                                                                    | 浪漫飛行 トリビュートアルバム                                         | カバー                                                                             |
| 2023年 | 12月1日    | Zinee&issei               | TAKARAMONO                                                                                  | TAKARAMONO                                                            | コーラス：北山陽一                                                                 |
| 2023年 | 12月3日    | WITHDOM                   | All my life                                                                                 | All my life                                                           | 作曲、ボーカルプロデュース：黒沢 薫                                                |